# Martin Skalický
Martin Skalický (* 31. května 1976 Brno) je český sochař, který se věnuje zejména experimentální práci s netradičními materiály (převážně textilem) a figurálnímu sochařství.

## Život a vzdělání
Martin Skalický se narodil v Brně v roce 1976. V letech 1990–1995 se vyučil uměleckým štukatérem na Středním odborném učilišti uměleckých řemesel v Praze. Poté v letech 2000–2007 studoval Fakultu výtvarných umění Vysokého učení technického (FaVU VUT) v Brně, kde pracoval v Ateliéru sochařství i pod vedením českého sochaře Michala Gabriela. V rámci studia absolvoval také stáž na Vysoké škole uměleckoprůmyslové v Praze, kde působil v Ateliéru veškerého sochařství pod vedením českého výtvarníka Kurta Gebauera.

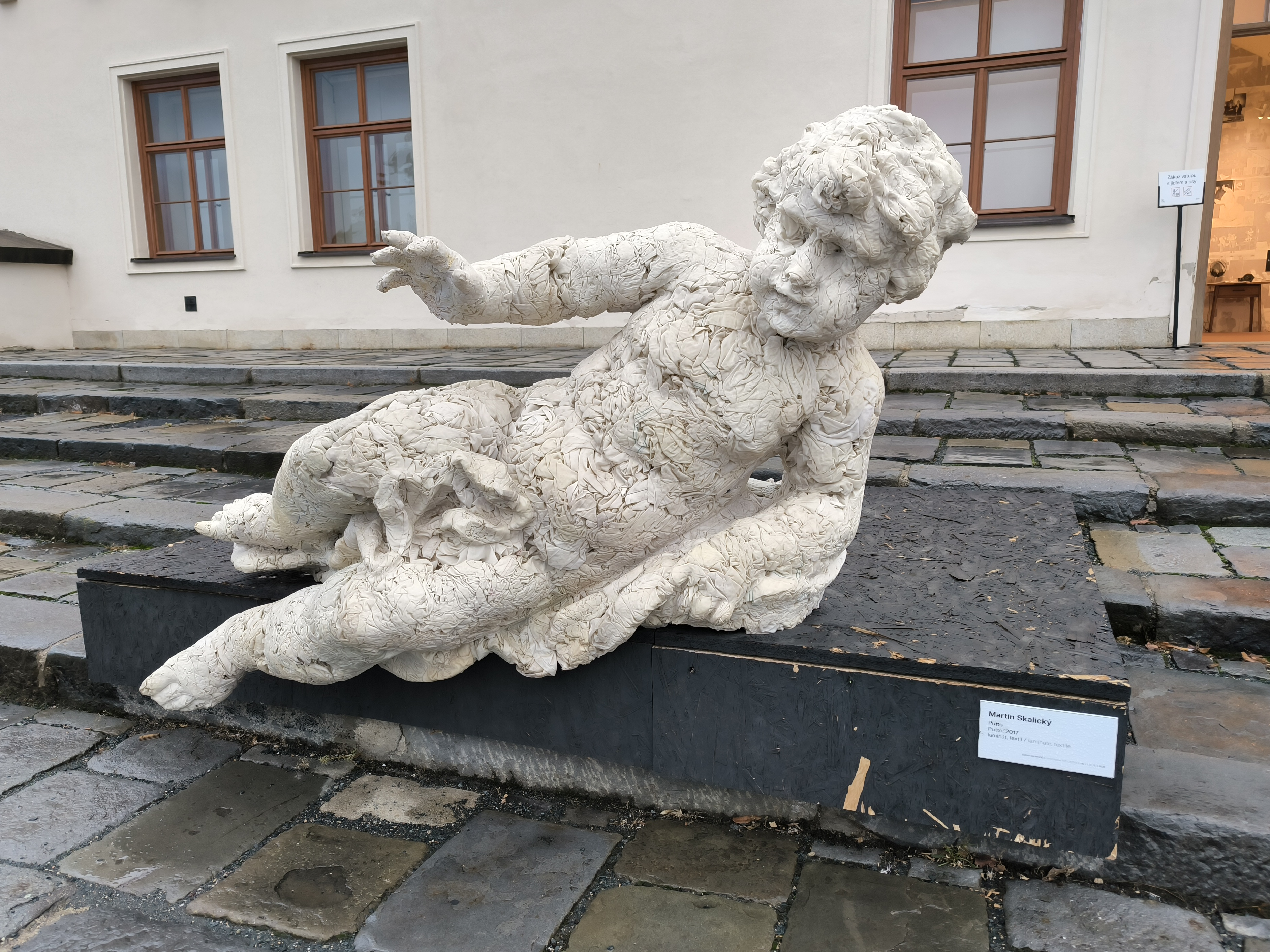
Brno – Špilberk, Putto (2017)

## Historie
Sochařství z textilií se poprvé začal věnovat v roce 2001. Poté se na několik let věnoval jiným technikám sochařství, ale v roce 2012 se k práci s textilem vrátil a nyní se této technice věnuje naplno. Začal sešívat různé tvary látek, které napouštěl polyuretanovou pěnou. Ovšem výsledný tvar nemohl s touto technikou plně ovlivnit. Od roku 2017 začal používat pryskyřici a tento pro něj typický způsob tvorby používá dodnes. Téhož roku opustil ateliér, který v brněnské Zbrojovce sdílel s dalšími umělci a založil si v bývalém areálu JZD ve Veverských Knínicích vlastní ateliér. Mimo svůj ateliér žije a tvoří částečně také v Brně.

## Současná tvorba
Skalický je považován za jednoho z předních představitelů současného českého sochařství. Prostřednictvím práce s figurou reflektuje současné umělecké i společenské změny. Ve svých objektech často propojuje aspekty reliéfu, plastiky i malby. Pro jeho tvorbu je typický netradiční přístup k figurativnímu sochařství. Nejčastěji využívá formy historických soch, do kterých vkládá textilie a napouští je pryskyřicí. Ovšem využívá i další rozmanité materiály, formy i techniky.

## Výstavy

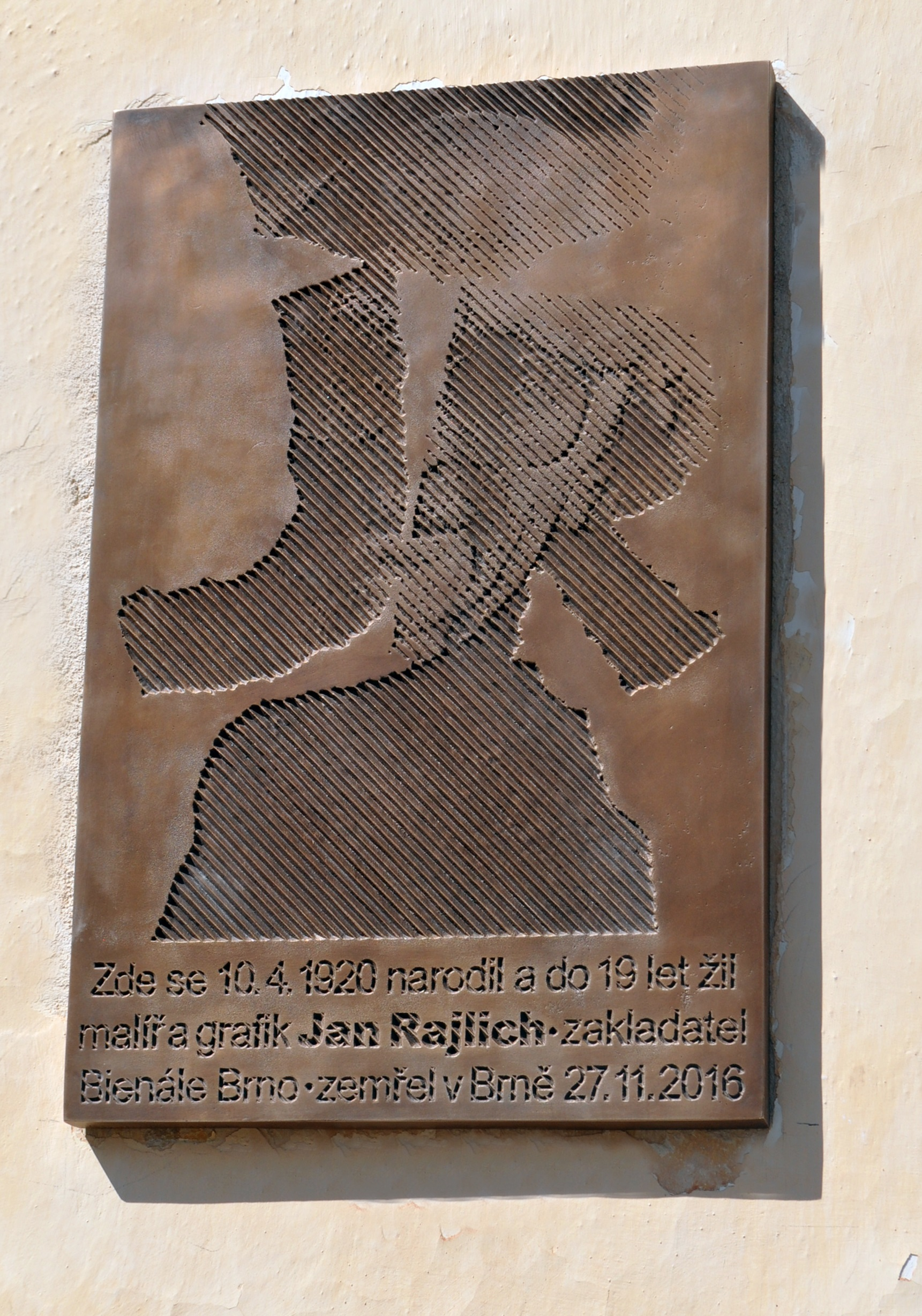
pamětní deska Jana Rajlicha

Martin Skalický se účastnil řady skupinových a samostatných výstav v České republice i v zahraničí. Jeho díla byla prezentována v galeriích a prostorech jako jsou Trafo Gallery, galerie Kostka, Moravská galerie v Brně, Galerie Josefa Jambora nebo hrad Špilberk.
Mezi jeho samostatné výstavní projekty patří:
- Sochy na hradě II – exteriér hradu Špilberk, Brno (2024–2025)[3]
- Alegorie – galerie Kostka, Praha (2022)[4]
- Tanec v temnotách – Galerie Josefa Jambora, Tišňov (2020)[5]
- Generation – Moravská galerie, Brno (2019–2021)[6]

Na jeho díla lze narazit také ve veřejném prostoru, příkladem je pamětní deska Jana Rajlicha v Jiráskově ulici v Brně, nebo náhrobek prof. Marie Steinerové na čestném urnovém pohřebišti Ústředního hřbitova v Brně.